# Гнатюк, Иван Фёдорович
Иван Фёдорович Гнатю́к (укр. Іван Федорович Гнатюк; 1929—2005) — советский и украинский поэт, прозаик, переводчик.

## Биография
Родился 27 июля 1929 года в селе Дзвиняча в бедняцкой крестьянской семье. Отец клал печи по близлежащим деревням, а мать была ткачихой, делая на заказ полотно и ткани.
Осенью 1944 года отец будущего писателя был мобилизован в РККА и в последний день битвы за Берлин погиб, оставив жену с четырьмя несовершеннолетними детьми.
По окончании сельской школы поступил в Кременецкое педагогическое училище, но в начале второго курса обучения был внезапно арестован. По дороге в тюрьму он сбежал и вскоре подал документы в Бродовское педучилище на Львовщине. Однако 27 декабря 1948 года его снова арестовали и после четырёхмесячного следствия осудили за связь с ОУН на 25 лет заключения с отбыванием наказания в Берлаге на Колыме. Член СПУ (1967).
Умер 5 мая 2005 года в Бориславе, Львовская область, Украина.

## Творчество
С 1965 опубликовал 16 сборников стихов и 4 — прозы.
Переводчик произведений белорусских, польских, сербских и других зарубежных поэтов. Отдельные стихи Гнатюка переведены на иностранные языки.

## Премии и награды
- Национальная премия Украины имени Тараса Шевченко (2000) — за книгу «Стёжки-дорожки»[1].